# Imani Lansiquot
Imani-Lara Lansiquot (ur. 17 grudnia 1997 w Londynie) – brytyjska lekkoatletka specjalizująca się w biegach sprinterskich.
W 2015 startowała na juniorskich mistrzostwach Europy, podczas których indywidualnie zajęła 5. miejsce w biegu na 100 metrów, a wraz z koleżankami z reprezentacji zdobyła złoto w sztafecie 4 × 100 metrów. Była indywidualnie czwarta na mistrzostwach świata juniorów (2016) i młodzieżowych mistrzostwach Europy (2017). W 2018 zdobyła złoty medal mistrzostw Europy w Berlinie w sztafecie 4 × 100 metrów. Rok później sięgnęła po srebro mistrzostw świata w Dosze za bieg w eliminacjach sztafety. Podczas igrzysk olimpijskich w Tokio (2021) zdobyła brąz w sztafecie 4 × 100 metrów. W 2023 sięgnęła po brąz światowego czempionatu w biegu rozstawnym 4 × 100 metrów. Rok później w tej samej konkurencji została wicemistrzynią olimpijską.
Złota medalistka mistrzostw Wielkiej Brytanii oraz reprezentantka kraju na drużynowych mistrzostwach Europy i w meczach międzypaństwowych.

## Osiągnięcia
| Rok  | Impreza                                 | Konkurencja | Miejsce            | Lokata     | Wynik (s)     | Reprezentacja |
| ---- | --------------------------------------- | ----------- | ------------------ | ---------- | ------------- | ------------- |
| 2015 | Mistrzostwa Europy juniorów             | Eskilstuna  | bieg na 100 m      | 5. miejsce | 11,74         | GBR           |
| 2015 | Mistrzostwa Europy juniorów             | Eskilstuna  | sztafeta 4 × 100 m | 1. miejsce | 44,18         | GBR           |
| 2016 | Mistrzostwa świata juniorów             | Bydgoszcz   | bieg na 100 m      | 4. miejsce | 11,37         | GBR           |
| 2017 | Młodzieżowe mistrzostwa Europy          | Bydgoszcz   | bieg na 100 m      | 4. miejsce | 11,58         | GBR           |
| 2018 | Mistrzostwa Europy                      | Berlin      | bieg na 100 m      | 6. miejsce | 11,14         | GBR           |
| 2018 | Mistrzostwa Europy                      | Berlin      | sztafeta 4 × 100 m | 1. miejsce | 41,88         | GBR           |
| 2018 | Puchar interkontynentalny               | Ostrawa     | sztafeta 4 × 100 m | 2. miejsce | 42,55         | GBR / Europa  |
| 2019 | Mecz Europa – USA                       | Mińsk       | bieg na 100 m      | 4. miejsce | 11,49         | EUR           |
| 2019 | Mistrzostwa świata                      | Doha        | bieg na 100 m      | półfinał   | 11,35         | GBR           |
| 2019 | Mistrzostwa świata                      | Doha        | sztafeta 4 × 100 m | 2. miejsce | 41,85 (elim.) | GBR           |
| 2021 | Superliga drużynowych mistrzostw Europy | Chorzów     | bieg na 100 m      | 3. miejsce | 11,27         | GBR           |
| 2021 | Superliga drużynowych mistrzostw Europy | Chorzów     | sztafeta 4 × 100 m | 1. miejsce | 43,36         | GBR           |
| 2021 | Igrzyska olimpijskie                    | Tokio       | sztafeta 4 × 100 m | 3. miejsce | 41,88         | GBR           |
| 2022 | Mistrzostwa świata                      | Eugene      | bieg na 100 m      | eliminacje | 11,24         | GBR           |
| 2022 | Mistrzostwa świata                      | Eugene      | sztafeta 4 × 100 m | 6. miejsce | 42,75         | GBR           |
| 2022 | Igrzyska Wspólnoty Narodów              | Birmingham  | bieg na 100 m      | półfinał   | 11,18         | ENG           |
| 2022 | Igrzyska Wspólnoty Narodów              | Birmingham  | sztafeta 4 × 100 m | 2. miejsce | 42,41         | ENG           |
| 2022 | Mistrzostwa Europy                      | Monachium   | bieg na 100 m      | 5. miejsce | 11,21         | GBR           |
| 2022 | Mistrzostwa Europy                      | Monachium   | sztafeta 4 × 100 m | –          | DNF           | GBR           |
| 2023 | Mistrzostwa świata                      | Budapeszt   | bieg na 100 m      | eliminacje | DQ            | GBR           |
| 2023 | Mistrzostwa świata                      | Budapeszt   | sztafeta 4 × 100 m | 3. miejsce | 41,97         | GBR           |
| 2024 | World Athletics Relays                  | Nassau      | sztafeta 4 × 100 m | 3. miejsce | 42,80 (elim.) | GBR           |
| 2024 | Igrzyska olimpijskie                    | Paryż       | bieg na 100 m      | półfinał   | 11,21         | GBR           |
| 2024 | Igrzyska olimpijskie                    | Paryż       | sztafeta 4 × 100 m | 2. miejsce | 41,85         | GBR           |

## Rekordy życiowe
- Bieg na 60 metrów (hala) – 7,17 (2023)
- Bieg na 100 metrów – 10,99 (2023)
- Bieg na 200 metrów – 22,93 (2022) / 22,70w (2022)

5 sierpnia 2021 weszła w skład brytyjskiej sztafety 4 × 100 metrów, która wynikiem 41,55 ustanowiła aktualny rekord kraju w tej konkurencji. 20 lipca 2024 w Londynie sztafeta z Lansiquot na drugiej zmianie wyrównała ten rezultat.